# Belgio ai Giochi della XXXI Olimpiade
Il Belgio ha partecipato ai Giochi della XXXI Olimpiade, che si sono svolti a Rio de Janeiro, Brasile, dal 5 al 21 agosto 2016.

## Atletica
Il Belgio ha qualificato a Rio i seguenti atleti:
- 400m ostacoli maschili - 1 atleta (Kévin Borlée)
- 1500m maschili - 1 atleta (Pieter-Jan Hannes)
- Staffetta 4x400m maschile

## Nuoto
Femminile
| Atleta         | Evento         | Batterie | Batterie   | Semifinali | Semifinali | Finale          | Finale          |
| Atleta         | Evento         | Tempo    | Classifica | Tempo      | Classifica | Tempo           | Classifica      |
| -------------- | -------------- | -------- | ---------- | ---------- | ---------- | --------------- | --------------- |
| Kimberly Buys  | 100 m farfalla | 57"91    | 12ª        | 58"63      | 14ª        | non qualificata | non qualificata |
| Fanny Lecluyse |                |          |            |            |            |                 |                 |